# ریواس-واثیامادرید
ریواس-واثیامادرید (به اسپانیایی: Rivas-Vaciamadrid) یک دهستان در اسپانیا است که در مادرید (بخش خودمختار) واقع شده‌است. ریواس-واثیامادرید ۶۷٫۱۶ کیلومتر مربع مساحت و ۸۱٬۰۰۰ نفر جمعیت دارد و ۵۹۰ متر بالاتر از سطح دریا واقع شده‌است.